# Apozitiv
Apozitiv je imenski dodatak koji je u rečenici odvojen zapetama, a u govoru pauzama. Apozitiv se sa imenicom slaže u rodu, broju i padežu.
npr.Piramide, velike i čvrste, nalaze se u Egiptu.
Razlike između apozicije i apozitiva:
- apozicija otkriva šta je neko ili nešto i može zameniti imenicu;
- apozitiv objašnjava kakvo je nešto ili neko;

## Literatura
- Quirk, Randolph; Greenbaum, Sidney; Leech, Geoffrey; Jan Svartvik (1985). A Comprehensive Grammar of the English Language. London and New York: Longman. ISBN 978-0-582-51734-9.

## Spoljašnje veze
- [http://www.chompchomp.com/terms/appositive.htm